# Phosphophyllit
Phosphophyllit ist ein selten vorkommendes Mineral aus der Mineralklasse der „Phosphate, Arsenate und Vanadate“ mit der idealisierten chemischen Zusammensetzung Fe[6]Zn2[4][PO4]2·4H2O und damit chemisch gesehen ein wasserhaltiges Eisen-Zink-Phosphat.
Phosphophyllit kristallisiert im monoklinen Kristallsystem und entwickelt meist dicktafelige Kristalle und Kontaktzwillinge mit „Fischschwanz“- bzw. „Schwalbenschwanz“-ähnlichem Habitus von mehreren Zentimetern Länge. Die durchsichtigen bis durchscheinenden Kristalle sind von hellbläulichgrüner bis meergrüner Farbe bei weißer Strichfarbe und weisen auf den Oberflächen einen glasähnlichen Glanz auf. Selten finden sich auch farblose Phosphophyllite.

## Etymologie und Geschichte

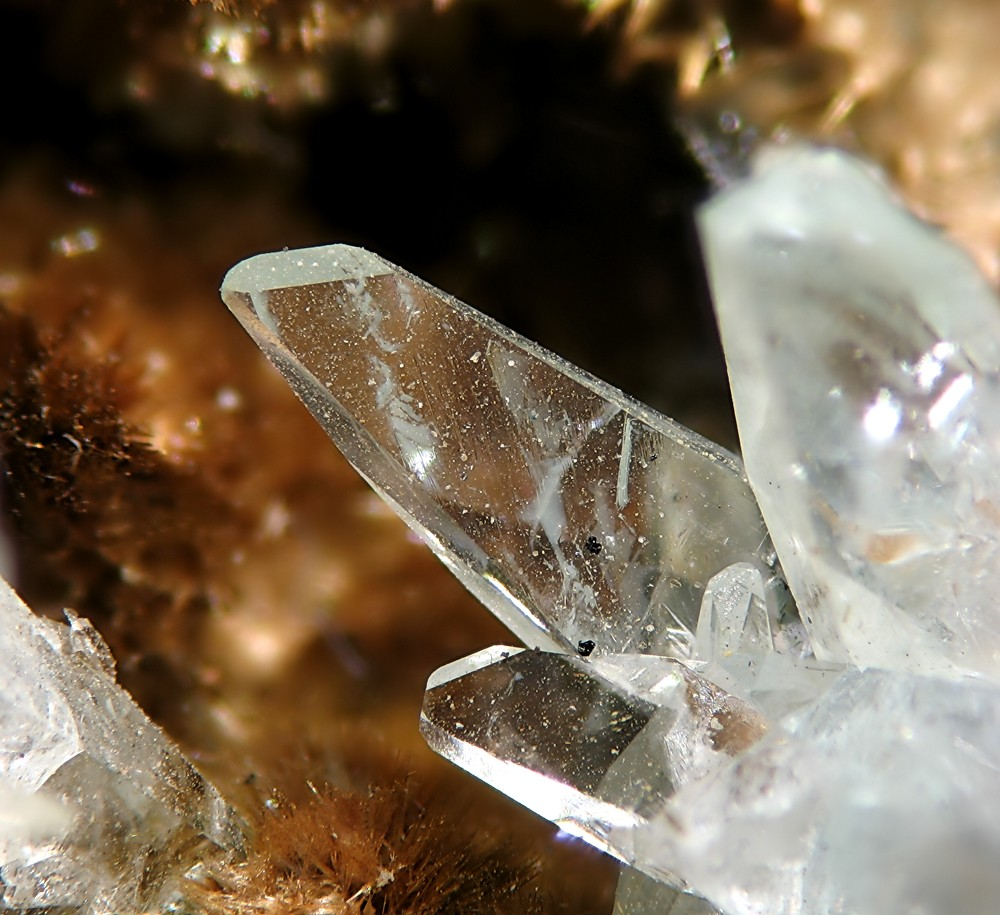
Seltener farbloser Phosphophyllit aus der Typlokalität Hagendorf-Nord (Bildbreite 3 mm)

Entdeckt wurde Phosphophyllit erstmals im Bergwerk Hagendorf-Nord (Grube Meixner) bei Hagendorf (Gemeinde Waidhaus) in der Oberpfalz (Bayern). Die Erstbeschreibung erfolgte 1920 durch Heinrich Laubmann und Hermann Steinmetz, die das Mineral in Anlehnung an seinen Phosphatgehalt und seine Kristallgestalt nach dem altgriechischen Wort φύλλον [phýllon] für „Blatt“ benannten.
Da der Phosphophyllit bereits lange vor der Gründung der International Mineralogical Association (IMA) bekannt und als eigenständige Mineralart anerkannt war, wurde dies von ihrer Commission on New Minerals, Nomenclature and Classification (CNMNC) übernommen und bezeichnet den Phosphophyllit als sogenanntes „grandfathered“ (G) Mineral. Die seit 2021 ebenfalls von der IMA/CNMNC anerkannte Kurzbezeichnung (auch Mineral-Symbol) von Phosphophyllit lautet „Pp“.
Ein Aufbewahrungsort für das Typmaterial des Minerals ist nicht definiert beziehungsweise nicht dokumentiert.

## Klassifikation
In der veralteten 8. Auflage der Mineralsystematik nach Strunz gehörte der Phosphophyllit zur Mineralklasse der „Phosphate, Arsenate und Vanadate“ und dort zur Abteilung „Wasserhaltige Phosphate, Arsenate und Vanadate ohne fremde Anionen“, wo er gemeinsam mit Hopeit und Parahopeit in der „Hopeit-Parahopeit-Gruppe“ mit der Systemnummer VII/C.06 steht.
In der zuletzt 2018 überarbeiteten Lapis-Systematik nach Stefan Weiß, die formal auf der alten Systematik von Karl Hugo Strunz in der 8. Auflage basiert, erhielt das Mineral die System- und Mineralnummer VII/C.11-010. Dies entspricht ebenfalls der Abteilung „Wasserhaltige Phosphate, ohne fremde Anionen“, wo Phosphophyllit zusammen mit Arsenohopeit, Barahonait-(Al), Barahonait-(Fe), Batagayit, Currierit, Davidlloydit, Fahleit, Hopeit, Nizamoffit, Parahopeit, Radovanit und Smolyaninovit eine unbenannte Gruppe mit der Systemnummer VII/C.11 bildet.
Auch die von der International Mineralogical Association (IMA) zuletzt 2009 aktualisierte 9. Auflage der Strunz’schen Mineralsystematik ordnet den Phosphophyllit in die Abteilung „Phosphate usw. ohne zusätzliche Anionen; mit H2O“ ein. Diese ist allerdings weiter unterteilt nach der relativen Größe der beteiligten Kationen. Das Mineral ist hier entsprechend seiner Zusammensetzung in der Unterabteilung „Mit kleinen und großen/mittelgroßen Kationen“ zu finden, wo es als einziges Mitglied eine unbenannte Gruppe mit der Systemnummer 8.CA.40 bildet.
In der vorwiegend im englischen Sprachraum gebräuchlichen Systematik der Minerale nach Dana hat Phosphophyllit die System- und Mineralnummer 40.02.07.01. Das entspricht ebenfalls der Klasse der „Phosphate, Arsenate und Vanadate“ und dort der Abteilung „Wasserhaltige Phosphate etc.“. Hier findet er sich innerhalb der Unterabteilung „Wasserhaltige Phosphate etc., mit A2+(B2+)2(XO4) × x(H2O)“ als einziges Mitglied in einer unbenannten Gruppe mit der Systemnummer 40.02.07.

## Kristallstruktur
Phosphophyllit kristallisiert monoklin in der Raumgruppe P21/c (Raumgruppen-Nr. 14) mit den Gitterparametern a = 10,38 Å; b = 5,08 Å; c = 10,55 Å und β = 121,1° sowie zwei Formeleinheiten pro Elementarzelle.

## Eigenschaften
Unter UV-Licht zeigen manche Phosphophyllite eine violette Fluoreszenz.

## Bildung und Fundorte

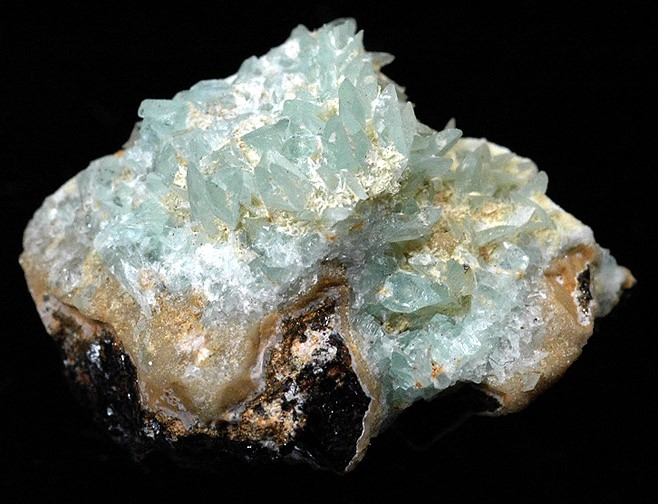
Bläulicher Phosphophyllit mit massigem, dunkelrötlichschwarzem Sphalerit und bräunlichem Siderit aus der Unificada Mine, Cerro Rico, Potosí, Bolivien (Größe: 2,5 cm × 2,1 cm × 1,3 cm)

Phosphophyllit bildet sich sekundär durch Verwitterung primärer Phosphate in der Oxidationszone von Erz-Lagerstätten und in granitischen Pegmatiten. Als Begleitminerale können unter anderem verschiedene Apatite, Fairfieldit, Phosphosiderit, Rockbridgeit, Sphalerit, Strengit, Triplit, Triphylin und Vivianit auftreten.
Als seltene Mineralbildung konnte Phosphosphyllit nur an wenigen Fundorten nachgewiesen werden, wobei bisher (Stand 2014) rund 30 Fundorte bekannt sind. Neben seiner Typlokalität Hagendorf-Nord in Bayern trat das Mineral in Deutschland bisher nur noch auf den Schlackehalden der Zinkhütte Münsterbusch im Aachener Revier in Nordrhein-Westfalen zutage.
Bekannt aufgrund außergewöhnlicher Phosphophyllitfunde ist unter anderem die Unificada Mine am Cerro Rico (auch Cerro de Potosí) im bolivianischen Department Potosí, wo vollkommene Kristalle von bis zu 14 Zentimeter Durchmesser gefunden wurden.
Weitere bisher bekannte Fundorte sind unter anderem der Reaphook Hill in der Flinderskette in Südaustralien, die Morococala-Mine bei Santa Fe sowie die Huallani-Mine im Kanton Machacamarca in Bolivien, die East Kemptville Zinnmine nahe Argyle (Yarmouth County) in der kanadischen Provinz Nova Scotia, ein Glimmer-Steinbruch bei Norrö in der schwedischen Region Södermanland, die Kabwe-Mine (Broken-Hill-Mine) in der Zentralprovinz von Sambia, Přibyslavice im tschechischen Okres Kutná Hora (Kuttenberg) sowie verschiedene Orte in mehreren Bundesstaaten der USA.

## Verwendung

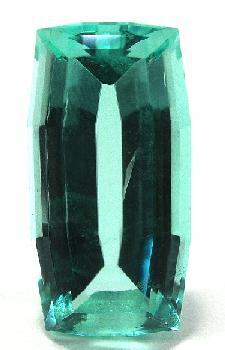
Facettierter Phosphophyllit

Trotz seiner oft klaren und glänzenden Kristalle von aquamarinähnlicher Farbe wird Phosphophyllit nicht als Schmuckstein genutzt, da er aufgrund seiner geringen Mohshärte beim Tragen schnell verkratzen würde. Für Sammler wird er allerdings gelegentlich in verschiedenen Facettenschliffen angeboten.